# Хелльквист, Карл Густав
Карл Густав Хелльквист (швед. Carl Gustaf Hellqvist; 1851—1890) — один из наиболее даровитых шведских живописцев XIX века.

## Биография
Карл Густав Хелльквист родился 15 декабря 1851 года в небольшим шведском городке Кунгсёре.
Сперва учился художественному мастерству в Стокгольмской академии художеств, а по окончании в ней курса с большой золотой медалью был отправлен за границу для дальнейшего совершенствования.
Работал в Париже и Мюнхене, затем с художественной целью совершил несколько путешествий по Германии, Бельгии, Италии, Норвегии.
В течение двух с половиной лет (1886—1888) стоял во главе одной из учебно-живописных мастерских при Берлинской академии и в последние годы жил, уже совсем больной, в Мюнхене, где и скончался 19 ноября 1890 года.
Хелльквист превосходно писал портреты, пейзажи и в особенности сцены исторического жанра в духе Генриха Лейса, замечательные столько же по драматизму композиции и силе выражения, сколько и по вкусу исполнения.
Согласно ЭСБЕ: «Лучшими его картинами считаются „Собор епископов в Вестеросе“ (Густав Ваза обличает епископа Зуннанведера в измене; 1874, находится в Стокгольмском музее), „Французский король Людовик XI и Тристан Пустынник в Туре“ (1875), „Позорный въезд Петера Зуннанведера и мастера Кунта в Стокгольм“ (1878), „Смерть Стена-Стура на льду озера Мелара“ (1879), „Прибытие Лютера в Вартбург“ (1882), „Отправление тела Густава-Адольфа на корабле из Вальгастской гавани“ (1885), „Sancta Simplicitas“ (Сожжение Гуса) и „Гус на пути в Швейтергауфен“ (1887).»

## Галерея

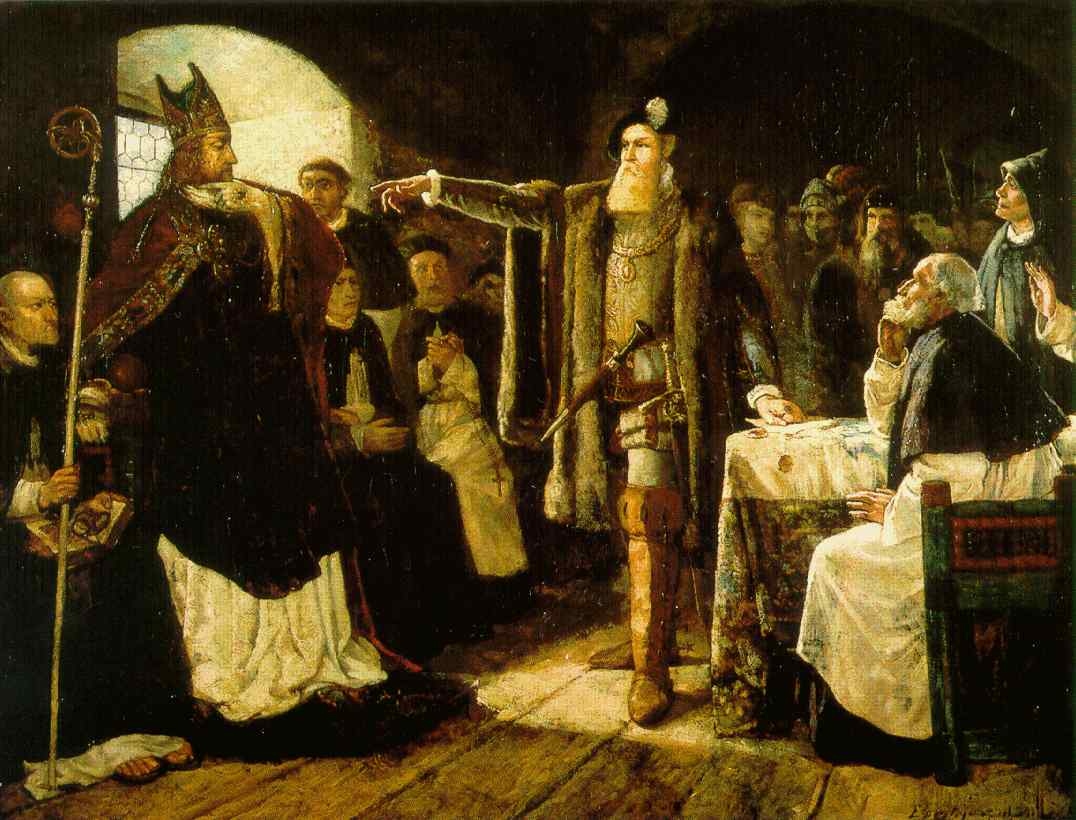
Густав Васа обвиняет епископа Педера Суннанвадера перед церковным судом в Вестеросе (1875)
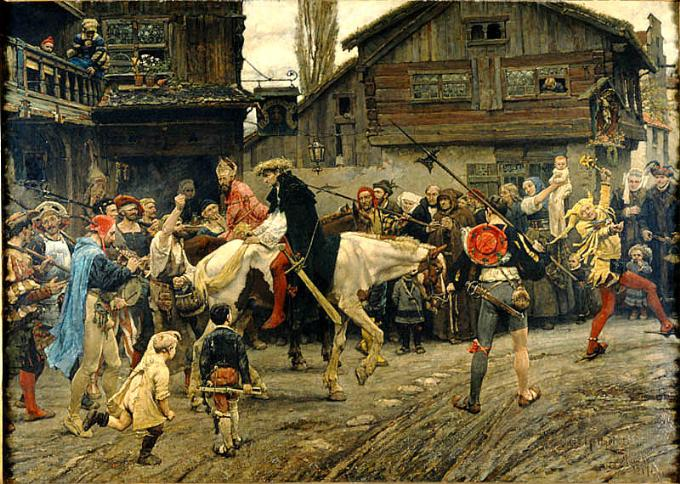
Позорный въезд епископа Петера Суннанведера и Кнута Микаэльссона в Стокгольм (1879)
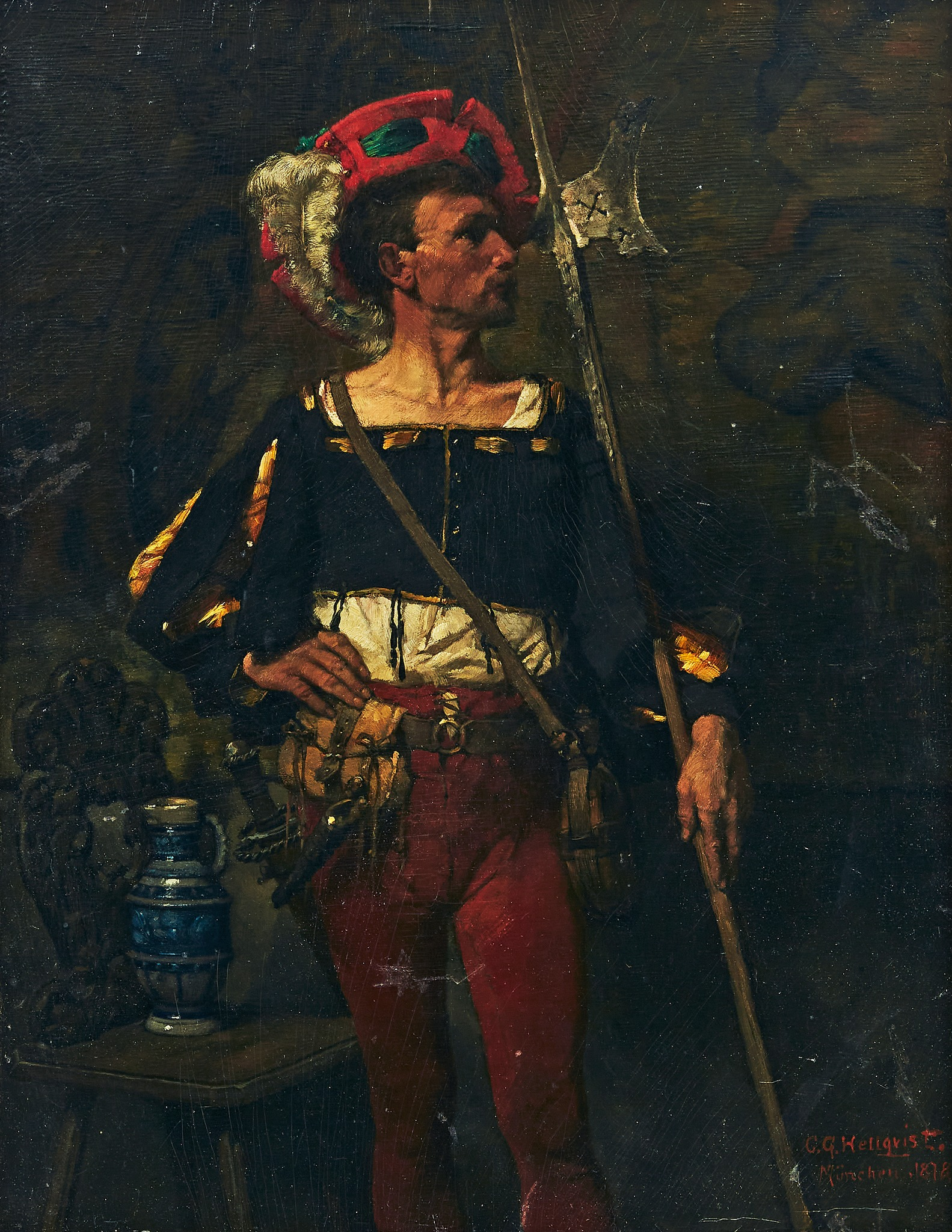
Герольд (1878)
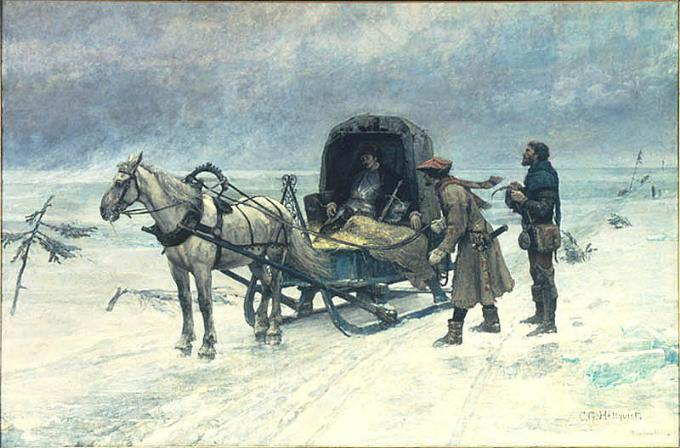
Смерть Стена Стуре Младшего на льду озера Меларен в 1520 году (1880)
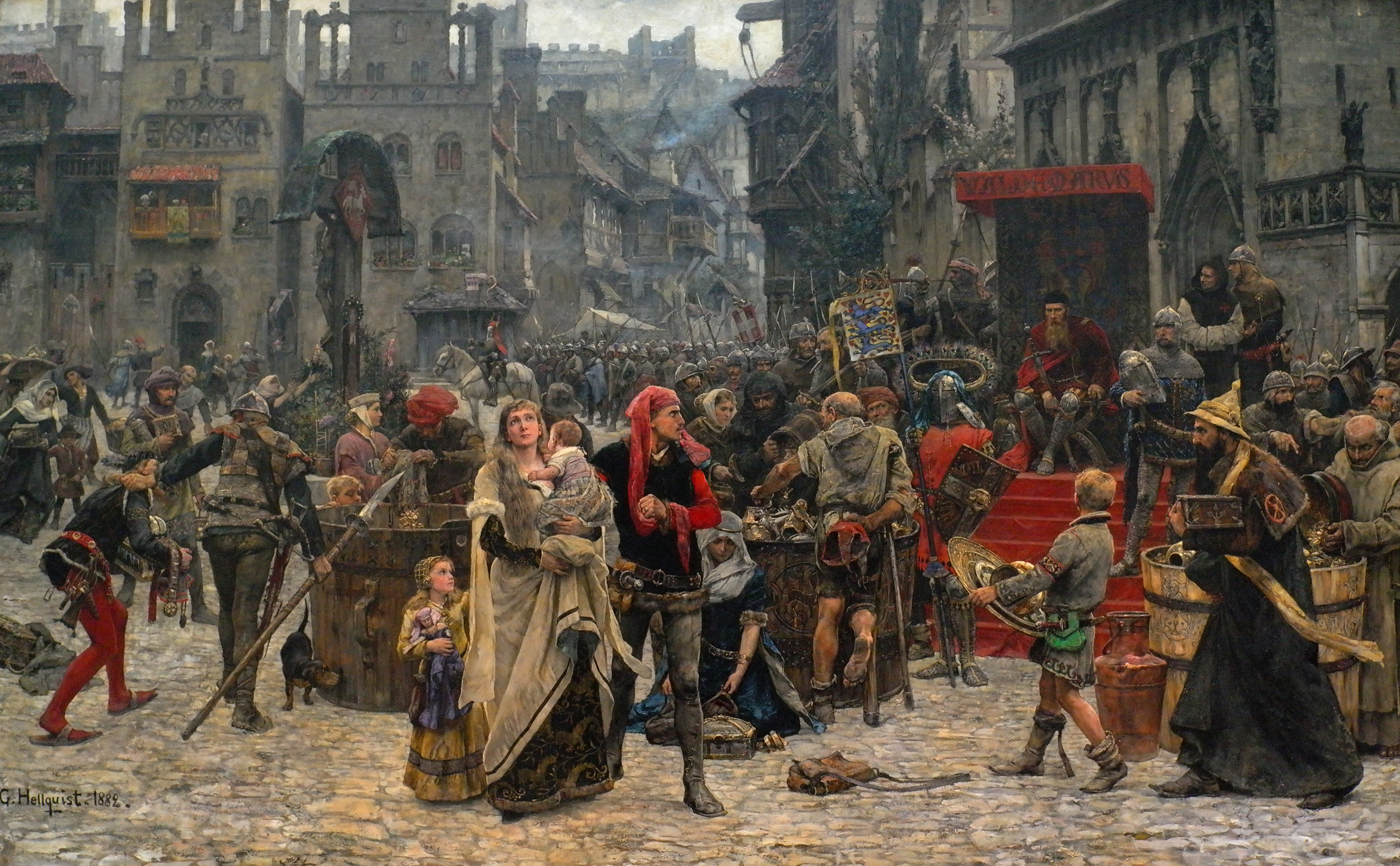
«Вальдемар Аттердаг собирает дань c жителей Висбю» в 1361 году (1882)
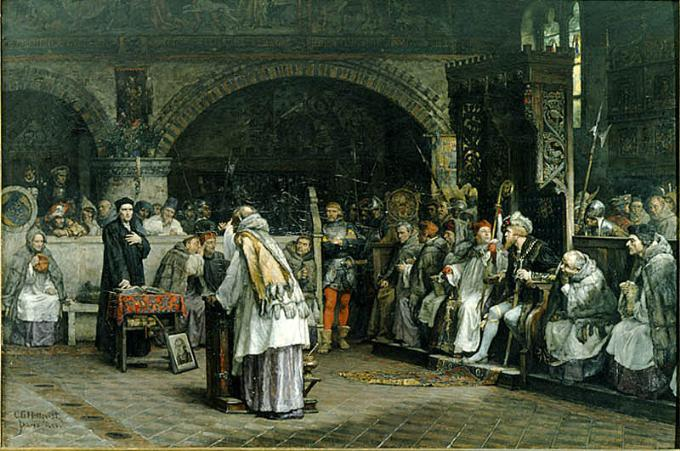
Теологический спор сторонника Реформации Олауса Петри и католика Педера Галле (1883)
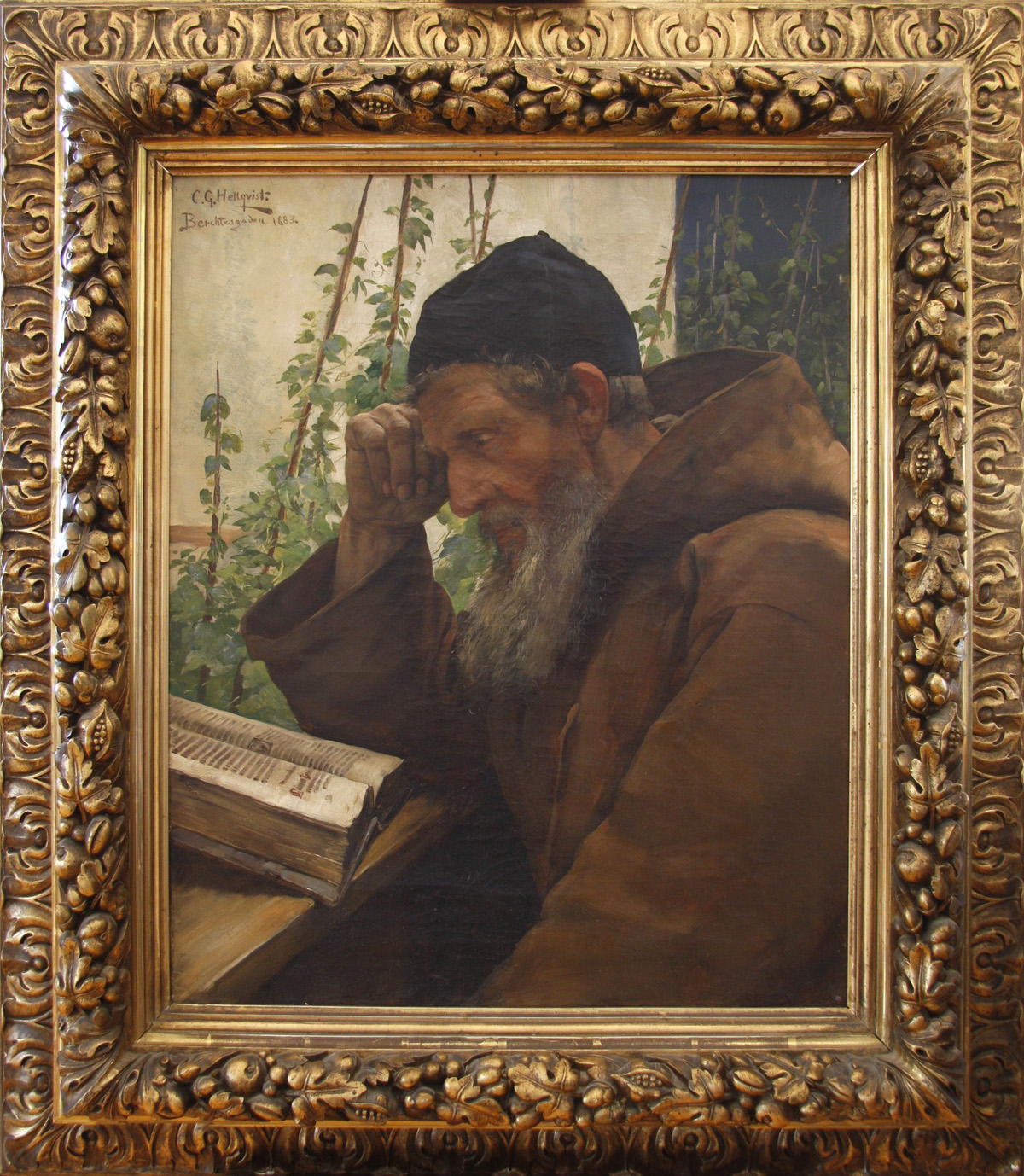
Монах за изучением Библии (1883)
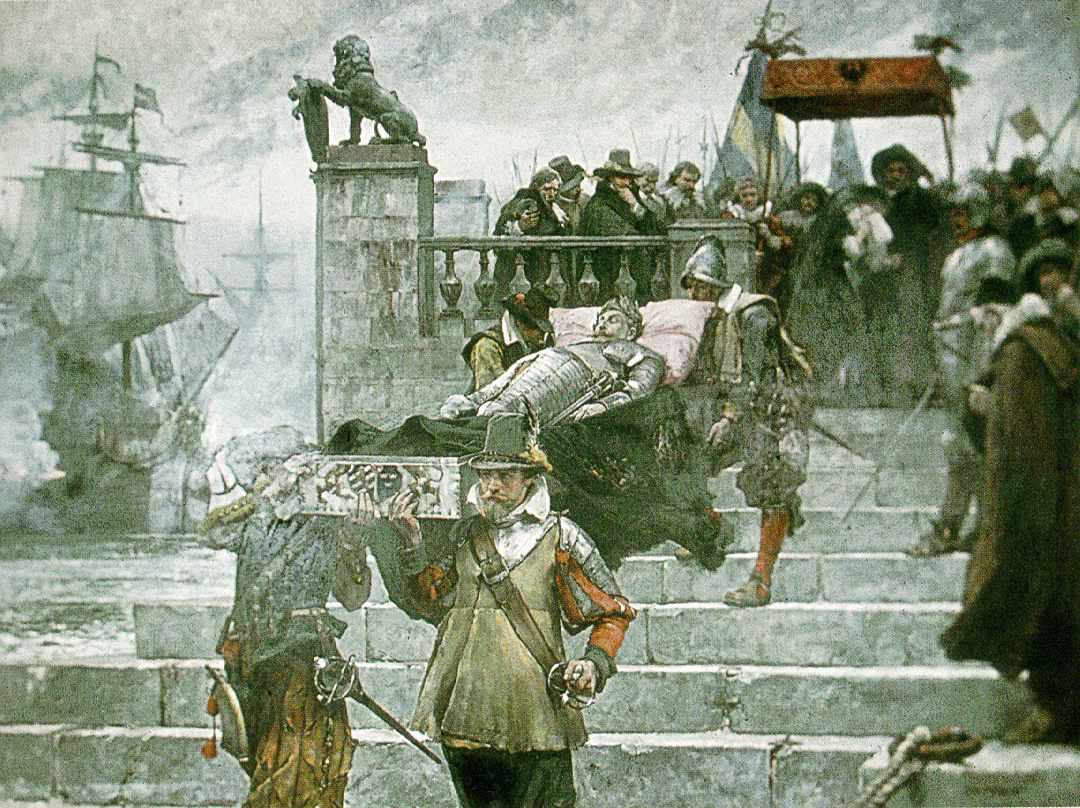
Отправка тела Густава Адольфа на корабле из Вольгастской гавани в 1632 году (1884)